# Doom (franquicia)
La franquicia Doom (estilizada DooM o DOOM) es una serie de videojuegos de disparos en primera persona creada por John Carmack, John Romero, Adrian Carmack, Kevin Cloud y Tom Hall, y desarrollada por id Software. Esta franquicia incluye novelas, cómics, juegos de mesa y adaptaciones cinematográficas. La serie se centra en las hazañas de un marine espacial no identificado que opera bajo las órdenes de la Union Aerospace Corporation (UAC), que lucha contra hordas de demonios y no muertos en el inframundo y la Tierra, protagonizando diversos viajes por portales entre ambos mundos. 
El videojuego Doom de 1993 es considerado uno de los videojuegos pioneros de disparos en primera persona al presentar, en la época de las computadoras compatibles con IBM, características novedosas como gráficos 3D, espacialidad de tercera dimensión, juego en red multijugador y soporte para modificaciones creadas por el jugador con el formato Doom WAD. Desde su debut, se han vendido más de 10 millones de copias de videojuegos de la serie Doom. Desde el lanzamiento de Doom en 1993, la serie ha generado numerosas secuelas, paquetes de expansión y dos películas de acción real, además de miles de mods creados por la comunidad de aficionados.

## Videojuegos

### Serie principal
| Doom | Doom | Publicación original: 10 de diciembre de 1993 (Norteamérica) 1993 (PAL) | 1993 – MS-DOS 1994 – Sega 32X, Atari Jaguar 1995 – Super Nintendo Entertainment System, PlayStation 1996 – 3DO 1997 – Sega Saturn 1998 – Acorn Archimedes 2001 – Game Boy Advance 2006 – Xbox 360 (lanzamiento original de Activision) 2009 – iOS 2012 – Xbox 360 (relanzamiento de Bethesda) 2019 – Nintendo Switch, PlayStation 4, Xbox One, Android |
| Desarrollado por id Software El 30 de abril de 1995, se lanzó una versión actualizada del videojuego: The Ultimate Doom; incluía un nuevo cuarto episodio, "Thy Flesh Consumed", además de los tres episodios originales. El 22 de mayo de 2019, John Romero lanzó un quinto episodio no oficial para conmemorar el 25 aniversario del videojuego titulado "Sigil". |      | Publicación original: 10 de diciembre de 1993 (Norteamérica) 1993 (PAL) | |

| Doom II | Doom II | Publicación original: 10 de octubre de 1994 (WW) | 1994 – MS-DOS 1995 – Mac OS 2002 – Game Boy Advance 2010 – Xbox 360 (lanzamiento original de Activision) 2012 – Xbox 360 (relanzamiento de Bethesda) 2019 – Nintendo Switch, PlayStation 4, Xbox One, iOS, Android |
| Desarrollado por id Software En 1995, se lanzó un paquete de expansión, Master Levels for Doom II; incluía 21 niveles adicionales. |         | Publicación original: 10 de octubre de 1994 (WW) | |

| Final Doom | Final Doom | Publicación original: 17 de junio de 1996 (Norteamérica) | 1996 – MS-DOS, PlayStation, Mac OS |
| Desarrollado por TeamTNT y los hermanos Casali Final Doom es una compilación de dos modificaciones independientes de Doom II, TNT: Evilution y The Plutonia Experiment', que incluyen conjuntos completos de nuevos niveles, nuevos gráficos y texturas, nueva música (para TNT: Evilution) y nuevas pantallas de interludio de texto además de la mayoría de los recursos de Doom II y algunos de Doom. |            | Publicación original: 17 de junio de 1996 (Norteamérica) |                                    |

| Doom 64                                                        | Doom 64 | Publicación original: 31 de marzo de 1997 (Norteamérica) 2 de diciembre de 1997 (PAL) | 1997 – Nintendo 64 2020 – Microsoft Windows, PlayStation 4, Xbox One, Nintendo Switch |
| Desarrollado y publicado por Midway Games. Secuela de Doom II. |         | Publicación original: 31 de marzo de 1997 (Norteamérica) 2 de diciembre de 1997 (PAL) |                                                                                       |

| Doom 3 | Doom 3 | Publicación original: 3 de agosto de 2004 (Norteamérica) 13 de agosto de 2004 (PAL) | 2004 – Microsoft Windows, Linux 2005 – OS X, Xbox 2019 – Nintendo Switch, PlayStation 4, Xbox One, iOS, Android |
| Desarrollado por id Software Primer reinicio de la franquicia La versión de Xbox contiene las versiones completas de The Ultimate Doom y Doom II, pero solo están disponibles en la edición de colección limitada. |        | Publicación original: 3 de agosto de 2004 (Norteamérica) 13 de agosto de 2004 (PAL) | |

| Doom 3: Resurrection of Evil | Doom 3: Resurrection of Evil | Publicación original: 3 de abril de 2005 (Norteamérica) 8 de abril de 2005 (PAL) | 2005 – Microsoft Windows, Linux, Xbox |
| Desarrollado por Nerve Software. Paquete de expansión para Doom 3, que requiere Doom 3 para jugar en Microsoft Windows. La versión de Xbox no requiere Doom 3 para jugar y también contiene las versiones completas de The Ultimate Doom, Doom II y Master Levels for Doom II. |                              | Publicación original: 3 de abril de 2005 (Norteamérica) 8 de abril de 2005 (PAL) |                                       |

| Doom 3: BFG Edition | Doom 3: BFG Edition | Publicación original: 16 de octubre de 2012 (Norteamérica) 19 de octubre de 2012 (PAL) | 2012 – Microsoft Windows, PlayStation 3, Xbox 360 2015 – Android 2019 – Nintendo Switch, PlayStation 4, Xbox One, iOS, Android |
| Desarrollado por id Software. El videojuego es una reedición en HD de Doom 3 y su expansión Resurrection of Evil. También se incluye un nuevo paquete de expansión titulado The Lost Mission. El videojuego también incluye las versiones completas de The Ultimate Doom y Doom II, así como el paquete de expansión No Rest for the Living de Nerve Software. |                     | Publicación original: 16 de octubre de 2012 (Norteamérica) 19 de octubre de 2012 (PAL) | |

| Doom (2016) | Doom (2016) | Publicación original: 13 de mayo de 2016 (WW) | 2016 – Microsoft Windows, PlayStation 4, Xbox One 2017 – Nintendo Switch 2020 – Google Stadia |
| Desarrollado por id Software. Segundo reinicio de la franquicia. El modo multijugador fue desarrollado junto a Certain Affinity. El SnapMap fue desarrollado junto a Escalation Studios. |             | Publicación original: 13 de mayo de 2016 (WW) |                                                                                               |

| Doom Eternal | Doom Eternal | Publicación original: 20 de marzo de 2020 (WW) | 2020 – Microsoft Windows, PlayStation 4, Xbox One, Nintendo Switch Google Stadia |
| Desarrollado por id Software, mientras que la versión de Nintendo Switch fue desarrollada por Panic Button. Secuela del reinicio de 2016. |              | Publicación original: 20 de marzo de 2020 (WW) |                                                                                  |

| Doom Dark Ages                                                          | Doom Dark Ages | Publicación original: 2025 (WW) | 2025-PS5-Xbox Series X/S |
| Doom Dark Ages Precuela del Doom (2016) Ambientado en la época medieval |                | Publicación original: 2025 (WW) |                          |

### Spin-offs
| Doom RPG | Doom RPG | Publicación original: 13 de septiembre de 2005 (WW) | 2005 – móviles |
| Desarrollado por Fountainhead Entertainment. El videojuego conserva muchos de los elementos de Doom, y se muestra en primera persona como el original. También es visualmente similar al Doom original. Sin embargo, el videojuego es fundamentalmente diferente en el sentido de que es un videojuego de rol por turnos, en lugar de un videojuego de disparos, con un mayor énfasis en la trama. |          | Publicación original: 13 de septiembre de 2005 (WW) |                |

| Doom Resurrection | Doom Resurrection | Publicación original: 26 de junio de 2009 (WW) | 2009 – iOS |
| Desarrollado por Escalation Studios La ambientación del videojuego es paralela a Doom 3, y utiliza los personajes y el arte del videojuego desarrollado previamente. |                   | Publicación original: 26 de junio de 2009 (WW) |            |

| Doom II RPG | Doom II RPG | Publicación original: 23 de noviembre de 2009 (WW) | 2009 – Java ME, BlackBerry OS 2010 – Windows Mobile, iOS |
| Desarrollado por Fountainhead Entertainment. Secuela de Doom RPG. Mantiene los mismos elementos de jugabilidad que el anterior, además de resolución de puzles y dos nuevos personajes principales, una soldado y un científico. |             | Publicación original: 23 de noviembre de 2009 (WW) |                                                          |

| Doom Pinball | Doom Pinball | Publicación original: 6 de diciembre de 2016 (WW) | 2016 – Android, iOS, macOS, Microsoft Windows, PlayStation 3, PlayStation 4, PlayStation Vita, Wii U, Xbox 360, Xbox One 2017 – Nintendo Switch |
| Desarrollado por Zen Studios Una adaptación de pinball del reinicio de DOOM de 2016, al tiempo que contiene elementos del videojuego original. Disponible parte de la colección Bethesda Pinball, que también estuvo disponible como parte de Zen Pinball 2, Pinball FX 2 y Pinball FX 3, así como una aplicación gratuita por separado para dispositivos móviles iOS y Android. |              | Publicación original: 6 de diciembre de 2016 (WW) | |

| Doom VFR | Doom VFR | Publicación original: 1 de diciembre de 2017 (WW) | 2017 – Windows Mixed Reality, HTC Vive, PlayStation VR |
| Desarrollado por id Software Videojuego de realidad virtual ambientado durante los eventos del reinicio de DOOM en 2016. |          | Publicación original: 1 de diciembre de 2017 (WW) |                                                        |

## Historia
Doom fue uno de los videojuegos más reconocidos de 1993. Fue tan popular, que en su época la mayoría de los PC lo tenían instalado, superando a las instalaciones del sistema operativo Windows 95. Doom fue diseñado para ser fácilmente modificable; Los datos, incluidos los diseños de nivel y los archivos de gráficos, se almacenan en archivos WAD, abreviatura de "Where's All the Data" ("Donde están todos los datos"). Esto permite cambiar cualquier parte del diseño sin necesidad de ajustar el código del motor del videojuego. Doom es considerado uno de los videojuegos pioneros del género de videojuegos de disparos en primera persona.
En 1994 salió a la venta Doom II: Hell on Earth, continuación directa de la historia de Doom, seguido de otros dos lanzamientos oficiales basados en su versión del motor Doom: Master Levels for Doom II en 1995 y Final Doom en 1996.
Doom 64, desarrollado exclusivamente para Nintendo 64, presenta un cambio casi total en el planteamiento de los niveles, texturas y sprites, intentando aprovechar la potencia gráfica que ofrecía la videoconsola. Fue lanzado en 1997, siendo desarrollado por Midway Games con supervisión de id Software. Posteriormente, en 2020, durante el lanzamiento de Doom Eternal, fue lanzada también una nueva versión de Doom 64 para PC.
El 3 de agosto de 2004 fue lanzado al mercado Doom 3. Este videojuego es un reinicio de la serie Doom. Doom 3 incluyó no solo uno de los motores 3D más potentes hasta ese entonces, sino también una ambientación única para un videojuego de esta clase.
Después de que el desarrollo del proyecto Doom 4 se descartara en 2013, Tim Willits de id Software dijo que el próximo videojuego de la serie Doom seguía siendo el foco del equipo, pero no se tenía certeza de que se titulara Doom 4. Más tarde se renombró a simplemente Doom en 2014. El videojuego se convirtió en un segundo reinicio de la serie, en lugar de una continuación o historia de origen de videojuegos anteriores. Fue lanzado en 2016.
Cabe destacar que una secuela directa de Doom, titulada Sigil y creada por John Romero, uno de los creadores originales de Doom, fue lanzada en 2019.
La secuela de Doom (2016), Doom Eternal, fue lanzada en 2020, seguida de dos expansiones tituladas The Ancient Gods.

## Mods (WADs)
Doom fue creado con la intención de que los jugadores pudieran modificar el juego, y poco después del lanzamiento del primer shareware, comenzó a crearse una comunidad de mapeadores y "modders" que poco a poco se fue especializando. Doom Engine o Id Tech 1 fue liberado al público el 23 de diciembre de 1997, lo que ha dado lugar a diversos sourceports, como Zandronum (una evolución de Skulltag) o GZDoom, un sourceport más potente que añade nuevas características al motor, implementando la posibilidad de emplear iluminación precalculada, introducir modelos 3D en el juego, o emplear 3D floors (característica propia del Build Engine cuyo código fue cedido de manera gratuita por Ken Silverman al equipo de desarrollo de GZDoom).
La comunidad de Doom es una de las más activas en torno a un videojuego, habiendo mantenido los juegos clásicos de Doom vivos a través de mods (denominados WADs) que van desde niveles simples hasta conversiones absolutas del juego que pueden llegar a alterar texturas, enemigos, armas, músicas, sonidos o incluso todo el gameplay. Algunos de los mods más relevantes son Brutal Doom, Bloom, Ashes 2063 o Golden Souls, considerados muchos de ellos como Total Conversion (TC), al cambiar substancialmente el gameplay de los juegos originales (denominados Vanilla).

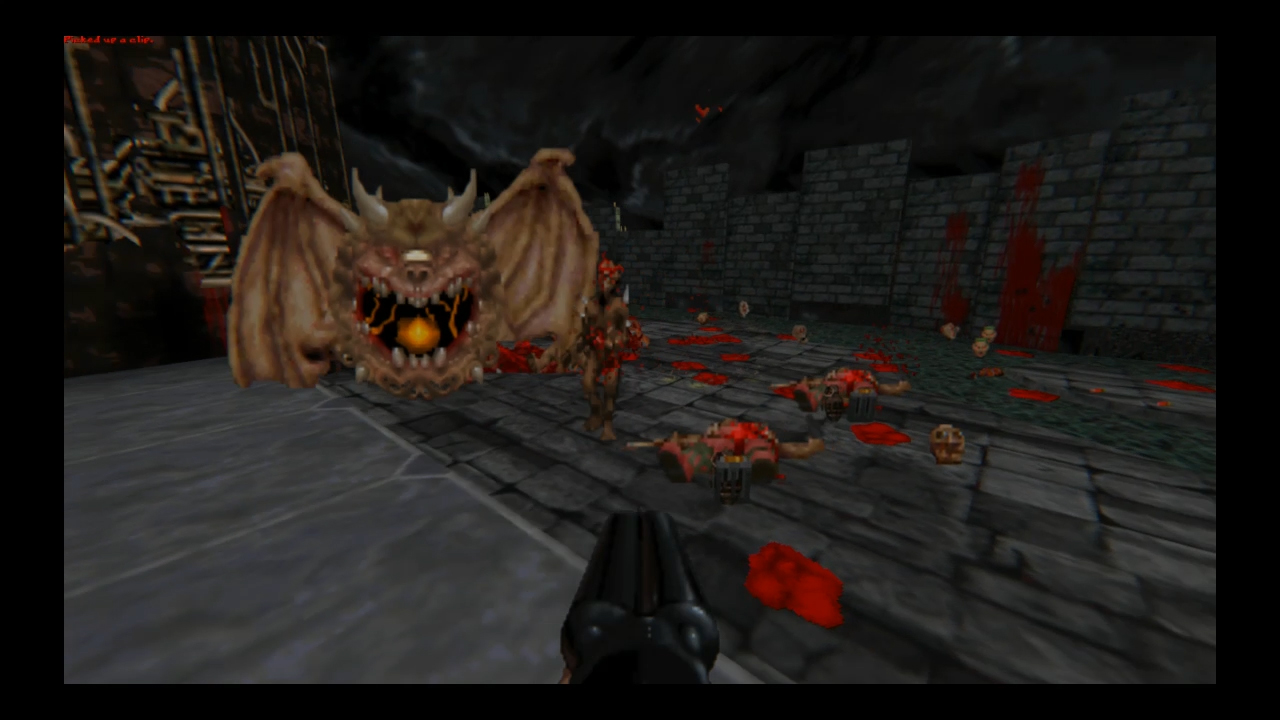
Screenshot del mod Bloom.

También cabe destacar que, debido al código abierto de Doom, parte de la comunidad también ha dedicado sus esfuerzos a portar el clásico videojuego a diferentes dispositivos, como cámaras de fotos, vehículos, calculadoras, o cajeros automáticos.

## Otros medios

### Cómic
En 1996, se publicó un cómic basado en Doom producido por Steve Behling y Michael Stewart, con arte de Tom Grindberg y publicado por Marvel Comics como un regalo para una convención de videojuegos. El cómic fue criticado por no tener casi nada de trama y los monólogos exagerados del personaje principal.

### Novelas
Un conjunto de cuatro novelas basadas en Doom fueron escritas con permiso de id Software por Dafydd ab Hugh y Brad Linaweaver. Los libros, enumerados en orden, se titulan Knee Deep in the Dead, Hell on Earth, Infernal Sky y Endgame. Todos fueron publicados entre junio de 1995 y enero de 1996. El marine sin nombre se llama "Flynn Taggart" o "Fly" en las novelas. Los primeros dos libros presentan ubicaciones y situaciones reconocibles de los dos primeros videojuegos.
En 2008, se publicó una nueva serie de novelas de Doom escritas por Matthew J. Costello, un autor que había trabajado en la historia y los guiones de Doom 3 y Resurrection of Evil. La serie de libros tiene como objetivo novelizar la historia de Doom 3. La primera entrega, Worlds on Fire, fue publicada el 26 de febrero de 2008. El segundo libro de la serie, Maelstrom, fue lanzado en marzo de 2009.

### Juego de mesa
En 2005, se lanzó un juego de mesa titulado Doom: The Boardgame, cuyo modo de juego se asemeja al de Space Hulk. Fue publicado por Fantasy Flight Games. En el mismo año, se lanzó una expansión para el juego llamada Doom: The Boardgame Expansion Set, que agrega niveles de dificultad, nuevas piezas y actualizaciones a algunas de las reglas originales, así como reglas para jugar en "Deathmatch" y "Capture the Flag". Fantasy Flight lanzó una versión actualizada en 2016, que se asemeja al videojuego DOOM lanzado ese mismo año.

### Películas
En 2005, Universal Pictures lanzó la primera adaptación cinematográfica de acción real, titulada Doom: la puerta del infierno, protagonizada por Karl Urban y Dwayne Johnson. En 2019, Universal lanzó una segunda adaptación cinematográfica de acción real directamente en video, titulada Doom: Annihilation, protagonizada por Amy Manson.

## Recepción
| Videojuego                   | GameRankings | Metacritic                             |
| ---------------------------- | --- | -------------------------------------- |
| Doom                         | (PC) 86,67% (PS1) 84,00% (iOS) 82,86% (X360) 80,16% (32X) 80,00% (GBA) 79,87% (JAG) 78,75% (SNES) 54,05% (SAT) 47,00% | (iOS) 84 (X360) 82 (GBA) 81            |
| Doom II: Hell on Earth       | (PC) 95,00% (X360) 77,36% (GBA) 76,64%                                                                                | (PC) 83 (X360) 77 (GBA) 77             |
| Final Doom                   | (PS1) 80,71% (MAC) 60,00% (PC) 56,00%                                                                                 | —                                      |
| Doom 64                      | (N64) 73,47% | —                                      |
| Doom 3                       | (Xbox) 87,63% (PC) 86,63%                                                                                             | (Xbox) 88 (PC) 87                      |
| Doom 3: Resurrection of Evil | (PC) 79,52% (Xbox) 78,02%                                                                                             | (PC) 78 (Xbox) 77                      |
| Doom RPG                     | (MOBI) 87,45% | —                                      |
| Doom Resurrection            | (iOS) 86,43% | (iOS) 79                               |
| Doom II RPG                  | (MOBI) 80,00% (iOS) 79,00%                                                                                            | (iOS) 80                               |
| Doom 3: BFG Edition          | (PS3) 68,00% (X360) 66,63% (PC) 51,67%                                                                                | (PS3) 67 (X360) 67 (PC) 59             |
| Doom (2016)                  | (XONE) 89,04% (PS4) 85,82% (PC) 85,38% (SWITCH) 80,11%                                                                | (XONE) 87 (PS4) 85 (PC) 85 (SWITCH) 79 |

En 1996, Next Generation clasificó la serie como el 19.º mejor videojuego de todos los tiempos, por cómo «a pesar de los cientos de títulos de imitación, nadie ha sido capaz de igualar el clásico original de ID».
El protagonista sin nombre de la serie, un marine, ha tenido una recepción en su mayoría positiva. En 2009, GameDaily incluyó a "The Marine" en su lista de "10 héroes de videojuegos que fracasan en lo simple" por su incapacidad para mirar arriba y abajo en la serie original. UGO Networks lo ubicó cuarto en su lista de 2012 de los mejores protagonistas silenciosos en videojuegos, y destacó su valentía para continuar en silencio incluso cuando enfrenta al ejército del infierno. En 2013, Complex clasificó a Doomguy en el número 16 de su lista de los mejores soldados en videojuegos por ser «el marine espacial original de videojuegos» y «uno de los clásicos protagonistas silenciosos». Tanto CraveOnline como VGRC lo ubicaron como el quinto personaje masculino más "rudo" en la historia de los videojuegos.